# Monacia-d’Aullène
Monacia-d’Aullène (kors. A Munacìa d’Avretu) – miejscowość i gmina we Francji, w regionie Korsyka, w departamencie Korsyka Południowa.
Według danych na rok 1990 gminę zamieszkiwały 412 osoby, a gęstość zaludnienia wynosiła 10 osób/km².